# Jilin
Jilin este una dintre cele trei provincii din nord-estul Chinei. Capitala și cel mai mare oraș al său este Changchun. Jilin se învecinează cu Coreea de Nord (Rasŏn, Hamgyong de Nord, Ryanggang și Chagang) și Rusia (Ținutul Primorie) la est, Heilongjiang la nord, Liaoning la sud și Mongolia Interioară la vest.
Împreună cu restul nord-estului Chinei, Jilin a trecut printr-o perioadă timpurie de industrializare. Cu toate acestea, economia Jilinului, caracterizată de industria grea, are dificultăți economice în legătură cu privatizarea. Acest lucru a determinat guvernul central să întreprindă o campanie numită „Revitalizați nord-estul”. Regiunea conține zăcăminte mari de șisturi bituminoase (petrolifere).
După ce zona ținutul Primorie a fost cedat Rusiei în 1860, guvernul a permis așezarea în această regiune, populată până atunci mai ales de manciurieni, a chinezilor han, majoritatea cărora au venit din provincia Shandong. Spre începutul secolului al XX-lea, chinezii au devenit grupul etnic dominant. În 1932, zona a fost încorporată în Manciukuo, un stat marionetă al Japoniei. Changchun (numit pe atunci Xinjing), capitala Jilinului de astăzi, a devenit capitala Manciukuo. Armata Roșie a cucerit Jilinul în cadrul operațiunii Furtuna din august, contribuind astfel la capitularea Japoniei Regiunea, cu restul nord-estului Chinei, a fost cedată comuniștilor chinezi de către Uniunea Sovietică. Manciuria a fost locul pornind de unde comuniștii au cucerit în cele din urmă restul Chinei în cadrul războiului civil chinez.

## Orașe
- Changchun (长春市),
- Jilin (吉林市),
- Siping⁠(d) (四平市),
- Liaoyuan⁠(d) (辽源市),
- Tonghua⁠(d) (通化市),
- Baishan⁠(d) (白山市),
- Songyuan⁠(d) (松原市),
- Baicheng⁠(d) (白城市),
- Districtul autonom coreean Yanbian⁠(d) (延边朝鲜族自治州).